# Carl Emil Seashore
Carl Emil Seashore (* 28. Januar 1866, Mörlunda (Schweden); † 16. Oktober 1949, Lewiston (Idaho), USA) war ein US-amerikanischer Psychologe. Er ist unter anderem für die Entwicklung des nach ihm benannten Musikalitätstests (Measurements of Musical Talent, 1919) bekannt geworden.

## Leben
Carl Emil Seashore wurde als erster Sohn der Bauern Carl Gustav und Emily Sjostrand geboren. Der Nachname Seashore ist eine direkte Übersetzung des Namens Sjostrand. Obwohl die Familie in Schweden auf ihrem Bauernhof verhältnismäßig gut lebte, entschied sie sich – wohl aus wirtschaftlichen und religiösen Gründen – 1869 nach Iowa auszuwandern. 
Er besuchte nach dem Abschluss der Schule das Gustavus Adolphus College nahe Minneapolis/St. Paul, von dem er 1891 graduierte. Während dieser Zeit beschäftigte er sich außerhalb des Studiums intensiv mit Musik (aktiv wie passiv). Er war unter anderem Organist und Chorleiter der schwedisch-lutherischen Kirche in Mankato und mit dem Geld, das er damit verdiente, konnte er fast sein gesamtes Studium bezahlen.
Nach dem Studium am Gustavus Adolphus College ging er an das neu eröffnete psychologische Institut der Yale-Universität und schloss nach 4 Jahren dort als erster mit dem Titel "Philosophiae Doctor" (Ph.D.) im Fach Psychologie ab. Nachdem er eine Weile als wissenschaftlicher Mitarbeiter dort gearbeitet hatte berief man ihn schließlich zum Professor. Er blieb einige Jahre, wechselte dann aber an die Universität von Iowa, an der er bis zu seinem Ruhestand blieb und lehrte.
1922 wurde Seashore in die National Academy of Sciences gewählt.

## Werke
- Psychology of Music (1938)